# Compsibidion quadrisignatum
Compsibidion quadrisignatum är en skalbaggsart som först beskrevs av Thomson 1865.  Compsibidion quadrisignatum ingår i släktet Compsibidion och familjen långhorningar. Inga underarter finns listade i Catalogue of Life.